# Bokser
Bokser je vrsta hladog oružja za blisku borbu koje se stavlja na ili u šaku kako bi pojačao učinak udarca. Najčešće je načinjen od metalnog okvira koji osim pojačanja udarca štiti prste šake.
Stvoren je još u antičkoj Grčkoj, a u starom Rimu je redovito korišten tijekom gladijatorskih borbi. Izrađivan je u velikom broju vrlo različitih inačica, s ili bez šiljaka i drugih ojačanja. Bokser je hladno oružje koje može izazvati teške tjelesne ozljede, te je zbog toga njegovo posjedovanje i nošenje zakonom zabranjeno u većini suvremenih država.
Iako se danas percipira prije svega kao oružje kriminalaca, urbanih nasilnika i različitih supkultura na marginama društva, bokser je svojedobno našao i vojnu primjenu u rovovima I. svjetskog rata, kada se pokazao vrlo učinkovitim oružjem bliske borbe. Upravo u takvim okolnostima stvoreno je oružje poznato pod nazivom "rovovski nož", odnosno kombinacija boksera i noža. Iako nikad nije službeno prihvaćen kao vojničko oružje, vojnici gotovo svih sukobljenih strana masovno su ga proizvodili u "kućnoj radinosti" i rabili u bliskim borbama, a poslije se počeo proizvoditi i industrijski. Kombinacija bokser-nož je bilo u mnogo različitih inačica i veličina, a iz rovova I. svjetskog rata proširio se gotovo po cijelom svijetu.